# Muriel Barbery
Muriel Barbery (Casablanca, Marruecos, 28 de mayo de 1969) es una escritora y profesora de filosofía francesa.

## Biografía
A los dos meses de nacer, sus padres regresaron con ella a Francia. Durante los meses de julio y agosto de 1969 regresaron a Rabat. Al regresar a Francia, cruzaron en coche España, visitando: San Sebastián, Burgos, Salamanca hasta el estrecho de Gibraltar.

## Producción literaria
Es autora de las novelas Una golosina (Une gourmandise, 2000), traducida a doce lenguas, y La elegancia del erizo (L'Élégance du hérisson, 2006). Esta última obra ha tenido un gran éxito en su país con más de 30 ediciones y más de un millón de ejemplares vendidos, ocupó el primer lugar de ventas durante treinta semanas consecutivas y ha sido traducida a numerosos idiomas. La directora francesa Mona Achache ha rodado la película El erizo basándose en esta novela.

## Obra traducida en castellano
- Rapsodia gourmet (2010). Traducida por Isabel González-Gallarza. Barcelona: Editorial Seix Barral.[4] Existe una traducción realizada por Tabita Peralta Lugones llamada Una golosina (2002) que fue publicada por la editorial Zendrera Zariquiey.[5]
- La elegancia del erizo (2007). Traducida por Isabel González-Gallarza. Barcelona: Editorial Seix Barral.[6]
- La vida de los elfos (2015). Traducida por Palmira Feixas. Barcelona: Editorial Seix Barral.[7]
- Un país extraño (2019). Traducida por Isabel González-Gallarza. Barcelona: Editorial Seix Barral.[8]
- Una rosa sola (2021). Traducida por Isabel González-Gallarza. Barcelona: Editorial Seix Barral.[9]